# Mardi, ça saignera
Pour plus de détails, voir Fiche technique et Distribution.
Mardi, ça saignera (titre original : Black Tuesday) est un film américain réalisé par Hugo Fregonese, sorti en 1954, avec Edward G. Robinson, Peter Graves, Jean Parker et Milburn Stone dans les rôles principaux.

## Synopsis
Condamné à mort, le mafieux Canelli (Edward G. Robinson) échafaude un plan pour s'échapper de prison avec l'aide d'une complicité extérieure. À l'intérieur, il repère notamment un jeune braqueur, Manning (Peter Graves), qui a réussi à cacher son butin avant de se faire prendre. Canelli compte s'évader avec Manning et lui dérober son magot avant de s'envoler en Amérique du Sud avec sa femme, Hatti (Jean Parker).
Avec la complicité de ses hommes, Canelli réussit à s'échapper en kidnappant la fille d'un gardien (James Bell), gardien qui va être obligé de les aider à s'évader. Malheureusement pour Canelli, cette libération se déroule dans un bain de sang et Manning est blessé. Canelli doit se cacher dans un entrepôt en attendant la guérison de Manning. Il garde en otage plusieurs personnes, dont l'aumônier de la prison, le père Slocum (Milburn Stone). L'arrivée de la police dirigé par Hailey (Frank Ferguson) change les plans de Canelli.

## Fiche technique
- Titre français : Mardi, ça saignera
- Titre original : Black Tuesday
- Réalisation : Hugo Fregonese
- Scénario : Sydney Boehm
- Photographie : Stanley Cortez
- Montage : Robert Golden
- Musique : Paul Dunlap
- Direction artistique : Hilyard Brown
- Décors : Alfred E. Spencer
- Producteur : Robert Goldstein
- Société de production : United Artists
- Pays d'origine :  États-Unis
- Langue originale : anglais
- Genre : Film policier, film noir
- Durée : 80 minutes
- Date de sortie :
  - États-Unis : 31 décembre 1954
  - France : 6 mai 1955

## Distribution
- Edward G. Robinson : Canelli
- Jean Parker : Hatti
- Peter Graves : Manning
- Milburn Stone : père Slocum
- Warren Stevens : Stewart
- Jack Kelly : Carson
- Russell Johnson : Sloane
- Vic Perrin : docteur Hart
- Sylvia Findley : Ellen Norris
- James Bell : John Norris
- Hal Baylor : Lou Mehrtens

Acteurs non crédités
- Lee Aaker
- Harry Bartell
- Arthur Batanides
- David Bond : Thompson
- Ken Christy (en)
- Edmund Cobb
- Franklyn Farnum
- Frank Ferguson
- Harold Goodwin
- Thomas Browne Henry (en)
- Paul Maxey (en)
- Phillip Pine (en)
- Stafford Repp
- William Schallert : Collins
- Simon Scott
- Than Wyenn (en)
- Carleton Young